# Кубок Боснії і Герцеговини з футболу 1998—1999
Кубок Боснії і Герцеговини з футболу 1998–1999 — 5-й розіграш кубкового футбольного турніру в Боснії і Герцеговині. Володарем кубку вперше стала Босна (Високо).

## 1/4 фіналу
| Команда 1       | Заг.         | Команда 2      | 1-й матч | 2-й матч |
| --------------- | ------------ | -------------- | -------- | -------- |
| Травнік         | 2:4          | Босна (Високо) | 2:1      | 0:3      |
| Змай од Босне   | 0:3          | Сараєво        | 0:3      | 0:0      |
| Желєзнічар      | 0:0 пен. 4:3 | Челік          | 0:0      | 0:0      |
| Слобода (Тузла) | 1:1 пен. 4:2 | Зениця         | 1:0      | 0:1      |

## 1/2 фіналу
| Команда 1       | Заг.         | Команда 2      | 1-й матч | 2-й матч |
| --------------- | ------------ | -------------- | -------- | -------- |
| Сараєво         | 1:1 пен. 3:1 | Желєзнічар     | 1:0      | 0:1      |
| Слобода (Тузла) | 3:3 пен. 3:4 | Босна (Високо) | 3:0      | 0:3      |

## Фінал
| 29 травня 1999 |

| Сараєво | 0:1 дч   | Босна (Високо) |
| ------- | -------- | -------------- |
|         | Протокол | Джафич 113'    |

| Кошево, Сараєво Арбітр: Едвін Медич |